# Новий поділ праці
Географі́чний по́діл пра́ці є процесом спеціалізації певної території (групи країн, однієї країни чи її районів та місцевостей) на виробництві певних видів продукції і послуг на основі розвинутого обміну. Цей процес втягує території у взаємний обмін товарами, послугами, надбаннями культури, що дає додаткову вигоду державі, тим чи іншим групам суспільства, які беруть участь в цьому процесі.
В науковій літературі розрізняють старий та новий поділ праці.

## Старий міжнародний поділ праці
Старий міжнародний поділ праці (англ. Old international division of labour або OIDL) існував з 1850 по 1950 рік. Ключовий його момент у тому, що обробна промисловість була в основному зосереджена в Західній Європі, США, а потім Японії. Ці країни були індустріалізованими, як у тому сенсі, що вони домінували в основних галузях промисловості того періоду: виробництва текстилю, заліза, сталі, так і в тому сенсі, що вони стали розвинутими з точки зору доходів, освіти і споживання. Решта світу все частіше була пов'язана з метрополіями, в основному як джерело сільськогосподарської продукції, природних ресурсів, і як ринок збуту промислової продукції. Коли важке машинобудування було доповнене виробництвом товарів народного споживання, промислово розвинені країни рушили до масового споживання та системи соціального забезпечення, що дало їх населенню високий рівень життя, в порівнянні з населенням в колоніях.

## Новий міжнародний поділ праці
Картина старого поділу праці почала змінюватися починаючи з середини 1960-х, з причин, які досі викликають дискусії. За Бреттон-Вудської системи фіксованих валютних курсів, норми прибутку впали, особливо в США, які також увійшли до дефіциту платіжного балансу. Компанії-виробники шукали шляхи відновлення рентабельності, і багато з них вирішили зробити це, шляхом руху до мультинаціоналізації: тобто, інтернаціоналізації виробництва для зниження витрат і відкриття нових ринків. Це призвело до нового міжнародного поділу праці (англ. New international division of labour або NIDL), появи нових індустріальних країн (НІК), зокрема Бразилії, Південній Кореї, Тайвані, Гонконгу та Сінгапуру. Очевидною привабливістю була дешева робоча сила, але інвестори також прагнули деякого досвіду ведення промисловості та відповідної інфраструктури, а також політичної благонадійності. У результаті, нова індустріалізація охопила невелику групу країн з середнім рівнем доходу, на відміну від загального поширенням індустріалізації в менш розвинених країнах.
Термін «новий міжнародний поділ праці» використовували Ф. Фробель та ін (Frobel, Heinrichs and Kreye, 1980) для позначення великомасштабного переміщення економічних операцій в країни «третього світу» у 1970-і рр., що являло собою один із способів, якими транснаціональні компанії реагували на посилення конкуренції на світових ринках, зниження прибутковості і темпів зростання світової економіки. Даному зрушенню сприяли нові технології, такі, як комп'ютеризація систем інформації менеджменту, нові форми телекомунікації та досконаліша транспортна система. Такого роду зміни є одним з аспектів процесу, що позначається поняттям глобалізація.